# Manuel Osifo
Manuel Osifo (31 luglio 2003) è un calciatore belga, centrocampista dell'OH Lovanio.

## Carriera
È cresciuto nel settore giovanile dell'Ostenda, con cui ha debuttato il 22 maggio 2021 nell'incontro di Pro League vinto 3-1 contro lo Standard Liegi. Nell'agosto seguente ha firmato il suo primo contratto professionistico.
Il 1º febbraio 2024 è stato acquistato dall'OH Lovanio, che lo ha inizialmente assegnato alla propria formazione U23. A partire dalla stagione 2024-2025 è stato promosso in prima squadra.

## Statistiche

### Presenze e reti nei club
Statistiche aggiornate al 24 gennaio 2025.
| Stagione        | Squadra         | Campionato      | Campionato | Campionato | Coppe nazionali | Coppe nazionali | Coppe nazionali | Coppe continentali | Coppe continentali | Coppe continentali | Altre coppe | Altre coppe | Altre coppe | Totale | Totale | Totale |
| Stagione        | Squadra         | Comp            | Pres       | Reti       | Comp            | Pres            | Reti            | Comp               | Pres               | Reti               | Comp        | Pres        | Reti        | Pres   | Reti   |        |
| --------------- | --------------- | --------------- | ---------- | ---------- | --------------- | --------------- | --------------- | ------------------ | ------------------ | ------------------ | ----------- | ----------- | ----------- | ------ | ------ | ------ |
| 2020-2021       | Ostenda         | D1              | 1          | 0          | CB              | 0               | 0               | -                  | -                  | -                  | -           | -           | -           | 1      | 0      |        |
| 2021-2022       | Ostenda         | D1              | 7          | 0          | CB              | 0               | 0               | -                  | -                  | -                  | -           | -           | -           | 7      | 0      |        |
| 2022-2023       | Ostenda         | D1              | 6          | 0          | CB              | 1               | 0               | -                  | -                  | -                  | -           | -           | -           | 7      | 0      |        |
| 2023-gen. 2024  | Ostenda         | D2              | 15         | 0          | CB              | 4               | 0               | -                  | -                  | -                  | -           | -           | -           | 19     | 0      |        |
| Totale Ostenda  | Totale Ostenda  | Totale Ostenda  | 29         | 0          |                 | 5               | 0               |                    | -                  | -                  |             | -           | -           | 34     | 0      |        |
| gen.-giu. 2024  | OH Lovanio U23  | D3              | 4          | 0          | -               | -               | -               | -                  | -                  | -                  | -           | -           | -           | 4      | 0      |        |
| 2024-2025       | OH Lovanio      | D1              | 11         | 0          | CB              | 1               | 0               | -                  | -                  | -                  | -           | -           | -           | 12     | 0      |        |
| Totale carriera | Totale carriera | Totale carriera | 44         | 0          |                 | 6               | 0               |                    | -                  | -                  |             | -           | -           | 50     | 0      |        |